# Pafos internationella flygplats
Pafos internationella flygplats (IATA: PFO, ICAO: LCPH) (grekiska: Διεθνής Αερολιμένας Πάφου, turkiska: Baf Uluslararası Havaalanı) är en internationell flygplats belägen 6,5 km sydöst om staden Pafos, Cypern. Det är landet andra största flygplats efter Larnacas internationella flygplats. Flygplatsen används ofta av turister som ska till semesterorter på Cypern.